# Wideband Global SATCOM

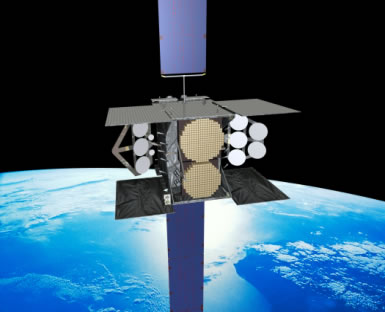
Künstlerische Ansicht eines WGS-Satelliten im Orbit

Das Wideband Global SATCOM (bis 2007 Wideband Gapfiller Satellite-System, WGS) ist ein militärisches Satellitenkommunikationssystem des US-Verteidigungsministeriums.
Das System besteht aus drei Segmenten:
- den Satelliten, die das Space Segment bilden,
- den Kommunikationsterminals der Benutzer, bezeichnet als Terminal Segment, und
- dem Control Segment, der Bodensteuerung der Satelliten.

Das WGS-System wird die gegenwärtig aus dem Defense Satellite Communications System (DSCS) und Global Broadcast System (GBS) bestehenden Breitbandkommunikationsdienste der Streitkräfte ergänzen und später ersetzen. Nach Aussage der militärischen Projektleiter hat ein einzelner WGS-Satellit die gleiche Übertragungsbandbreite wie die gesamte DSCS-III-Satellitenkonstellation.

## Satelliten
Die etwa 6000 kg schweren Satelliten wurden von Boeing Satellite Systems auf Basis des BSS-702-Satellitenmodells gebaut. Sie wurden von der Cape Canaveral Air Force Station mittels Atlas-V- und Delta-IV-Raketen in einen geostationären Orbit gebracht und sind für eine Lebensdauer von 14 Jahren ausgelegt. Nach Aussagen des Air Force Space Command aus dem Jahr 2008 kostete jeder der Satelliten etwa 300 Millionen US-Dollar.
Die Nutzlast besteht aus einer X- und Ka-Band-Kommunikationseinrichtung, die auf insgesamt 19 individuell steuerbare Sendebereiche geschaltet werden können. Dabei sind über eine Bandbreite von 4,875 GHz Datenübertragungsraten von bis zu 3,6 Gbit/s möglich. Die Satelliten des Blocks 2 besitzen zusätzliche Breitbandübertragungskapazität für luftgestützte Aufklärungssysteme.
Von den neun Satelliten im Orbit wurde der sechste von Australien sowie der neunte gemeinsam von Kanada, Dänemark, den Niederlanden, Luxemburg und Neuseeland im Austausch für Nutzungsrechte am WGS-System finanziert.

## Starts
| Satellit | Logo    | Startdatum (UTC) | Rakete           | Bemerkung         |
| Block 1  | Block 1 | Block 1          | Block 1          | Block 1           |
| -------- | ------- | ---------------- | ---------------- | ----------------- |
| WGS 1    |         | 11. Oktober 2007 | Atlas V (421)    | Erfolg            |
| WGS 2    |         | 4. April 2009    | Atlas V (421)    | Erfolg            |
| WGS 3    |         | 5. Dezember 2009 | Delta IVM+ (5,4) | Erfolg            |
| Block 2  |         |                  |                  |                   |
| WGS 4    |         | 20. Januar 2012  | Delta IVM+ (5,4) | Erfolg            |
| WGS 5    |         | 25. Mai 2013     | Delta IVM+ (5,4) | Erfolg            |
| WGS 6    |         | 8. August 2013   | Delta IVM+ (5,4) | Erfolg            |
| WGS 7    |         | 24. Juli 2015    | Delta IVM+ (5,4) | Erfolg            |
| WGS 8    |         | 7. Dezember 2016 | Delta IVM+ (5,4) | Erfolg            |
| WGS 9    |         | 18. März 2017    | Delta IVM+ (5,4) | Erfolg            |
| WGS 10   |         | 16. März 2019    | Delta IVM+ (5,4) | Erfolg            |
| WGS 11   |         |                  | Vulcan           | geplant[veraltet] |